# Кад дође лав
„Кад дође лав” (словен. Ko pride lev) је југословенски и словеначки филм први пут приказан 11. јула 1972. године. Режирао га је Боштјан Хладник а сценарио су написали Душан Јовановић и Францек Рудолф.

## Улоге
| Глумац         | Улога     |
| -------------- | --------- |
| Марко Симчић   | Лав       |
| Милена Дравић  | Михаела   |
| Марина Урбанц  | Марјетица |
| Миха Балох     | Отац      |
| Даре Валич     | Жан       |
| Анка Цигој     | Мама      |
| Матјаз Сенцар  | Бојан     |
| Бране Грубер   | Шеф       |
| Андреас Валдес | Роман     |
| Манца Кошир    | Јана      |

Остале улоге ▼
| Глумац         | Улога    |
| -------------- | -------- |
| Кристијан Муцк |          |
| Силво Божић    | Шеф      |
| Борис Јух      | Продавац |
| Борут Телбан   |          |
| Јани Презељ    |          |
| Борис Собочан  |          |
| Мета Стварник  |          |
| Тоне Кунтнер   |          |